# Henri III de Reuss-Schleiz
Henri III de Reuss-Schleiz (en allemand Heinrich III zu Reuß Schleiz) est né à Gera le 31 octobre 1603 et meurt à Karlsbad le 12 juillet 1640. Il est un noble allemand, fils du comte Henri II de Reuss-Gera (1572-1635) et de Madeleine de Schwarzbourg-Rudolstadt (1580-1652).

## Mariage et descendance
Le 10 juin 1637 il se marie à Gera avec Julienne-Élisabeth de Salm-Neufviller (1602-1653), fille du comte Frédéric Ier (1547-1608) et de Sibylle-Julienne d'Isenburg-Birstein (1574-1604). Le couple a deux enfants:
- Henri Ier de Reuss-Schleiz (1639-1692) , marié avec Anne-Élisabeth de Sinzendorf (1659-1683).
- Madeleine Julienne (1641-1659).